# Río Tungabhadra
El río Tungabhadra (en canarés: ತುಂಗಭದ್ರ, en télugu: తుంగభద్ర) es un río sagrado ubicado en el sur de la India que fluye por los estados de Karnataka y parte de Andhra Pradesh para desembocar en el río Krishna, del que es el principal tributario por la margen derecha. El río se forma por la unión de los ríos Tunga y Bhadra, que le dan nombre.
Tiene una longitud de 531 km (702 km incluyendo los 171 km de la mayor de sus fuentes, el Bhadra) y drena una cuenca de 71.417 km², similar a países como Georgia, Sierra Leona o Irlanda.

## Templos

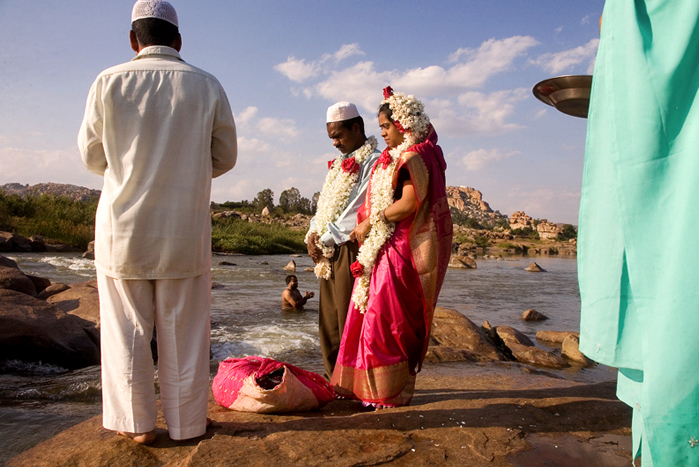
Vista del río Tungabhadra durante un casamiento musulmán

Hay un gran número de sitios antiguos y santos sobre las orillas del río Tungabhadra.
- Harihara es un templo dedicado a Harihareshwara.
- Hampi es un sitio famoso por las ruinas de su templo, es un sitio catalogado como una Herencia Mundial.
- Las ruinas del complejo del templo de Vijayanagara están siendo restauradas.